# Guda de Weissfauen
Guda de Weissfauen fue una monja e iluminadora de manuscritos alemana del siglo XII.

## Carrera
Creó un autorretrato en una letra inicial del homiliario de San Bartolomé, actualmente conservado en la biblioteca del estado, en Fráncfort del Meno. Junto con su autorretrato, escribió una inscripción que decía: "Guda, una pecadora, escribió y pintó este libro" (“Guda, peccatrix mulier scripsit et pinxit hunc librum”).

## Legado
Actualmente los investigadores consideran a Guda de Weissfauen como una de las primeras mujeres que crearon un autorretrato firmado en el mundo occidental.